# Столов, Генри
Генри Столов (англ. Henry Stolow, латыш. Henrijs Stolovs, Heinrihs Stolovs; 25 июля 1901, Рига, Лифляндская губерния, Российская империя — 9 апреля 1971, Челерина, Граубюнден, Швейцария) — филателистический дилер в Берлине, Нью-Йорке и в Мюнхене, стоявший за выпуском множества почтовых марок сомнительного качества.

## Биография

### Оптовая торговля марками
С 1920 года по 1933 год Столов работал филателистическим дилером в Берлине вместе с братом Юлием Столовым (Julius Stolow).
В 1936 году Генри и Юлий эмигрировали в Брюссель, а позже в Нью-Йорк. Там они основали оптовую компанию по торговле почтовыми марками J. и H. Stolow, которая просуществовала до 1970-х годов. Их компания стала одной из крупнейших в мире по оптовой торговле почтовыми марками.
Генри Столов приобретал значимые коллекции почтовых марок и продавал их на аукционах по распоряжению клиента (например, коллекции президента США Франклина Д. Рузвельта, короля Румынии Кароля II, короля Египта Фарука, кардинала Фрэнсиса Спеллмана, Артура Хинда). Он также работал в качестве филателистического эксперта.

Фальшивая марка Республики Южно-Молуккских островов, изготовленная в 1954 или 1955 году Генри Столовым

После Второй мировой войны Столов вернулся в Германию и работал филателистическим дилером в Берлине, а затем в Мюнхене.

### Марки сомнительной подлинности
Генри Столов готовил новые эмиссии марок для почтовых администраций (прежде всего в Африке). При этом он приобретал большую часть тиража с целью перепродажи почтовых марок другим оптовым торговцам. Возможно, он намеренно заказывал марки с ошибками печати, а также с надпечатками (например, Гренландия).
Столов был также связан с фальшивыми выпусками марок для Республики Южно-Молуккских островов (индон. Republik Maluku Selatan), Республика Южно-Молуккских островов была самопровозглашенной республикой на Молуккских островах, провозглашённой 25 апреля 1950 года. Основные острова: Серам, Амбон и Буру. Республика Южно-Молуккских островов на Амбоне потерпела поражение от войск Индонезии в ноябре 1950 года, но вооруженная борьба продолжалась на острове Серам до декабря 1963 года. Правительство в изгнании продолжает существовать по сей день в Нидерландах.

## Наследование бизнеса
После смерти Генри Столова дело его мюнхенской филателистической империи было продолжено под названием «Firma Henry Stolow» («Фирма Генри Столова») её владельцем Рольфом Мюллером (Rolf Müller).
Грегори Столов (Gregory Stolow), сын Юлия Столова и племянник Генри Столова, является филателистическим дилером в США.

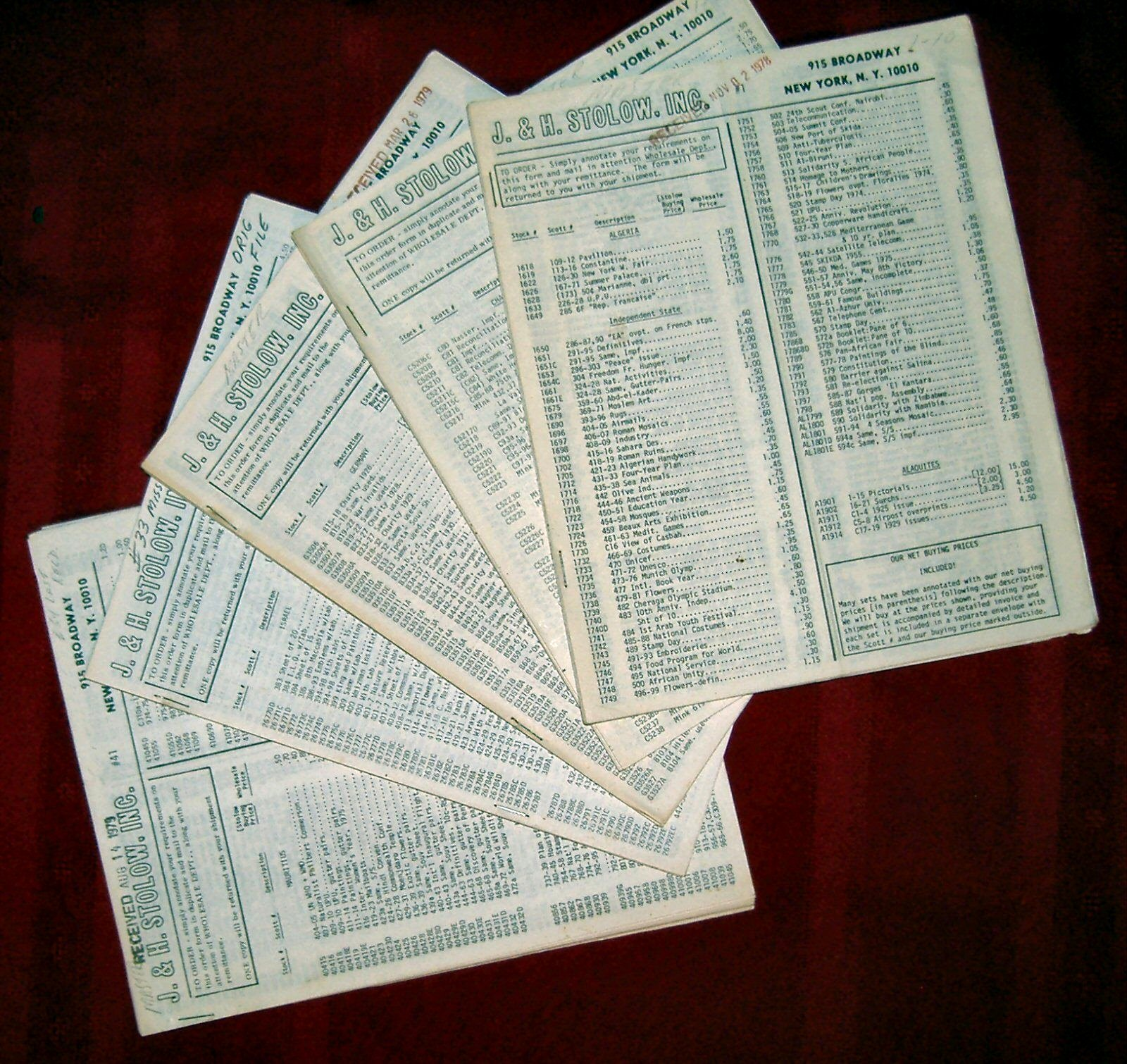
Прайс-листы компании J & H Stolow Inc. (Нью-Йорк, 1978 и 1979)